# Filip Jørgensen (calciatore danese)
Filip Jørgensen (Lomma, 16 aprile 2002) è un calciatore danese con cittadinanza svedese, portiere del Chelsea e della nazionale Under-21 danese.

## Biografia
Jørgensen è nato in Svezia da madre svedese e padre danese.

## Carriera

### Club

#### Villarreal
Cresciuto nei settori giovanili del Maiorca e del Villarreal, il 12 novembre 2020 firma il primo contratto professionistico con il club spagnolo, valido fino al 2025. Esordisce in prima squadra il 15 dicembre 2021, in occasione dell'incontro di Coppa del Re vinto per 1-7 contro l'Atlético Sanluqueño.
Dopo una stagione da titolare, il 13 giugno 2024 il portiere rinnova il suo contratto con il Villarreal fino al 30 giugno 2029.

#### Chelsea
Il 31 luglio 2024 viene acquistato dal Chelsea per 25 milioni di euro, firmando un contratto di sette anni. Viene schierato come portiere titolare in Conference League, dove scende in campo in 12 presenze compresa la finale vinta per 4-1 contro il Real Betis.

### Nazionale
Dopo avere rappresentato le selezioni under-16 e under-17 della Svezia, nel 2021 ha scelto di rappresentare la Danimarca, diventando titolare dell'under-21 a partire dal 2023.
L'11 marzo 2025 viene convocato per la prima volta in nazionale maggiore. Esordisce il 7 giugno successivo disputando da titolare la gara amichevole vinta per 2-1 contro l'Irlanda del Nord.

## Statistiche

### Presenze e reti nei club
Statistiche aggiornate al 12 marzo 2025.
| Stagione            | Squadra             | Campionato          | Campionato | Campionato | Coppe nazionali | Coppe nazionali | Coppe nazionali | Coppe continentali | Coppe continentali | Coppe continentali | Altre coppe | Altre coppe | Altre coppe | Totale | Totale | Totale |
| Stagione            | Squadra             | Comp                | Pres       | Reti       | Comp            | Pres            | Reti            | Comp               | Pres               | Reti               | Comp        | Pres        | Reti        | Pres   | Reti   |        |
| ------------------- | ------------------- | ------------------- | ---------- | ---------- | --------------- | --------------- | --------------- | ------------------ | ------------------ | ------------------ | ----------- | ----------- | ----------- | ------ | ------ | ------ |
| 2020-2021           | Villarreal B        | SDB                 | 12+4       | -9 + -10   | -               | -               | -               | -                  | -                  | -                  | -           | -           | -           | 16     | -19    |        |
| 2021-2022           | Villarreal B        | PR                  | 14         | -10        | -               | -               | -               | -                  | -                  | -                  | -           | -           | -           | 14     | -10    |        |
| 2022-2023           | Villarreal B        | SD                  | 11         | -11        | -               | -               | -               | -                  | -                  | -                  | -           | -           | -           | 11     | -11    |        |
| Totale Villarreal B | Totale Villarreal B | Totale Villarreal B | 37+4       | -30 + -10  |                 | -               | -               |                    | -                  | -                  |             | -           | -           | 41     | -40    |        |
| 2021-2022           | Villarreal          | PD                  | 0          | 0          | CR              | 1               | -1              | UCL                | 0                  | 0                  | SU          | -           | -           | 1      | -1     |        |
| 2022-2023           | Villarreal          | PD                  | 2          | -3         | CR              | 1               | -3              | UECL               | 3                  | -4                 | -           | -           | -           | 6      | -10    |        |
| 2023-2024           | Villarreal          | PD                  | 36         | -63        | CR              | 0               | -0              | UEL                | 1                  | -1                 | -           | -           | -           | 37     | -64    |        |
| Totale Villarreal   | Totale Villarreal   | Totale Villarreal   | 38         | -66        |                 | 2               | -4              |                    | 4                  | -5                 |             | -           | -           | 44     | -75    |        |
| 2024-2025           | Chelsea             | PL                  | 6          | -9         | FACup+CdL       | 1+2             | 0 + -2          | UECL               | 14                 | -11                | Cmc         | 1           | 0           | 24     | -22    |        |
| Totale carriera     | Totale carriera     | Totale carriera     | 85         | -115       |                 | 5               | -6              |                    | 18                 | -16                |             | 1           | 0           | 109    | -137   |        |

### Cronologia presenze e reti in nazionale
| Cronologia completa delle presenze e delle reti in nazionale ― Danimarca | Cronologia completa delle presenze e delle reti in nazionale ― Danimarca | Cronologia completa delle presenze e delle reti in nazionale ― Danimarca | Cronologia completa delle presenze e delle reti in nazionale ― Danimarca | Cronologia completa delle presenze e delle reti in nazionale ― Danimarca | Cronologia completa delle presenze e delle reti in nazionale ― Danimarca | Cronologia completa delle presenze e delle reti in nazionale ― Danimarca | Cronologia completa delle presenze e delle reti in nazionale ― Danimarca |
| Data                                                                     | Città                                                                    | In casa                                                                  | Risultato                                                                | Ospiti                                                                   | Competizione                                                             | Reti                                                                     | Note                                                                     |
| ------------------------------------------------------------------------ | ------------------------------------------------------------------------ | ------------------------------------------------------------------------ | ------------------------------------------------------------------------ | ------------------------------------------------------------------------ | ------------------------------------------------------------------------ | ------------------------------------------------------------------------ | ------------------------------------------------------------------------ |
| 7-6-2025                                                                 | Copenaghen                                                               | Danimarca                                                                | 2 – 1                                                                    | Irlanda del Nord                                                         | Amichevole                                                               | -1                                                                       |                                                                          |
| Totale                                                                   |                                                                          | Presenze                                                                 | 1                                                                        |                                                                          | Reti                                                                     | -1                                                                       |                                                                          |

| Cronologia completa delle presenze e delle reti in nazionale ― Danimarca under 21 | Cronologia completa delle presenze e delle reti in nazionale ― Danimarca under 21 | Cronologia completa delle presenze e delle reti in nazionale ― Danimarca under 21 | Cronologia completa delle presenze e delle reti in nazionale ― Danimarca under 21 | Cronologia completa delle presenze e delle reti in nazionale ― Danimarca under 21 | Cronologia completa delle presenze e delle reti in nazionale ― Danimarca under 21 | Cronologia completa delle presenze e delle reti in nazionale ― Danimarca under 21 | Cronologia completa delle presenze e delle reti in nazionale ― Danimarca under 21 |
| Data                                                                              | Città                                                                             | In casa                                                                           | Risultato                                                                         | Ospiti                                                                            | Competizione                                                                      | Reti                                                                              | Note                                                                              |
| --------------------------------------------------------------------------------- | --------------------------------------------------------------------------------- | --------------------------------------------------------------------------------- | --------------------------------------------------------------------------------- | --------------------------------------------------------------------------------- | --------------------------------------------------------------------------------- | --------------------------------------------------------------------------------- | --------------------------------------------------------------------------------- |
| 3-9-2021                                                                          | Søborg                                                                            | Danimarca under 21                                                                | 1 – 1                                                                             | Grecia under 21                                                                   | Amichevole                                                                        | -                                                                                 | 46’                                                                               |
| 12-10-2021                                                                        | Heverlee                                                                          | Belgio under 21                                                                   | 1 – 0                                                                             | Danimarca under 21                                                                | Qual. Europeo Under-21 2023                                                       | -1                                                                                |                                                                                   |
| 24-3-2023                                                                         | Belek                                                                             | Danimarca under 21                                                                | 2 – 3                                                                             | Ucraina under 21                                                                  | Amichevole                                                                        | -3                                                                                |                                                                                   |
| 28-3-2023                                                                         | Odense                                                                            | Danimarca under 21                                                                | 3 – 2                                                                             | Svizzera under 21                                                                 | Amichevole                                                                        | -2                                                                                | 18’                                                                               |
| Totale                                                                            |                                                                                   | Presenze                                                                          | 4                                                                                 |                                                                                   | Reti                                                                              | -6                                                                                |                                                                                   |

## Palmarès

### Club

#### Competizioni internazionali
- UEFA Conference League: 1

Chelsea: 2024-2025
- Coppa del mondo per club: 1

Chelsea: 2025

### Individuale
- Squadra della stagione della UEFA Conference League: 1

2024-2025